# Alexis Castro
Pour les articles homonymes, voir Castro.
Castro  Rodríguez est un nom espagnol. Le premier nom de famille, en général paternel, est Castro ; le second, en général maternel, souvent omis, est Rodríguez.
Alexis de Jesús Castro Rodríguez, né le 15 octobre 1980, est un coureur cycliste colombien.

## Palmarès et résultats

### Palmarès par année
- 1998
  - Vuelta del Porvenir de Colombia
- 2002
  -  Champion panaméricain sur route espoirs
  - 4ea étape du Doble Copacabana Grand Prix Fides
  - 3e du Doble Copacabana Grand Prix Fides
- 2006
  - 4e étape de la Vuelta a Boyacá
  - 1re étape de la Vuelta a Antioquia
  - 2e de la Vuelta a Cundinamarca
  - 2e de la Vuelta a Antioquia
- 2007
  - 3e de la Clásica de Rionegro

### Classements mondiaux
| Année            | 2005 | 2006 | 2007 | 2008 |
| ---------------- | ---- | ---- | ---- | ---- |
| UCI America Tour | 222e | nc   | 414e | 204e |